# Mariana Godoy
Mariana Godoy (Itanhaém, 14 de maio de 1969) é uma jornalista brasileira.

## Carreira
Formada em Jornalismo na Faculdade de Comunicação Social Cásper Líbero, em São Paulo, começou sua carreira em 1986 como redatora em uma agência de publicidade no interior paulista, além de trabalhar na extinta Rádio Cidade. Participou do início da história da TV a cabo no Brasil com a inauguração do Canal + UHF 29. Começou na televisão em 1988 como jornalista esportiva na TV Gazeta. Em 1989 foi para a Rede Manchete e, em 1991, para o SBT.
Chegou à Rede Globo em 1992, fazendo reportagens para o São Paulo Já e o Jornal Hoje, onde também era apresentadora eventual. Entre 1993 e 2002 cobriu os desfiles das escolas de samba de São Paulo, no começo ao lado de William Bonner, depois Cléber Machado e Britto Júnior, em todas as transmissões com Maurício Kubrusly. Em 1996, durante seis meses, apresentou a previsão do tempo do Jornal Nacional. De 1998 a 2000 apresentou a primeira edição do SPTV ao lado de Chico Pinheiro. Comandou o Bom Dia São Paulo e fez entradas no Bom Dia Brasil de 2001 a 2010. Em 2003, Mariana Godoy apresentou o Jornal Hoje, durante a licença maternidade de Sandra Annenberg.
No começo de 2010 Mariana afastou-se do Bom Dia São Paulo, para preparação da narração do Carnaval de São Paulo, novamente ao lado de Cléber Machado, na sequência foi anunciado que a jornalista deixaria o comando do Bom Dia São Paulo, para se dedicar a um novo projeto da CGJE (Central Globo de Jornalismo e Esportes). Mas, a jornalista, em seu perfil no Twitter, disse que estava com problemas de voz, retornando no jornal em meados de Março. Em 1 de abril de 2010, Mariana se despediu do jornalístico matinal, anunciando sua saída deste após quase uma década de apresentação. A jornalista também anunciou que, a partir de segunda-feira, começaria a apresentar a primeira edição do SPTV, ao lado de Chico Pinheiro, onde ficou até setembro de 2011.
Uma das novidades dos 15 anos do canal de notícias GloboNews, Mariana estreou no dia 17 de outubro de 2011 no Jornal das Dez, apresentando o bloco paulista do noticiário. Em Abril de 2012, Mariana Godoy se mudou para o Rio de Janeiro e assumiu o comando do Jornal das Dez. Em outubro de 2014, Mariana pediu demissão da Globo, onde trabalhou por 23 anos, para voltar a morar em São Paulo com a família. Em dezembro de 2014, Mariana assinou contrato com a RedeTV! onde apresenta o talk show Mariana Godoy Entrevista. Em junho de 2017, Mariana faz sua estreia no rádio comandando o Café das 6 SP, na Rádio Globo, ao lado do cronista Mentor Neto. Godoy ficou na Rádio Globo até maio de 2019, quando teve o contrato encerrado. Em fevereiro de 2020, a principio como apresentadora eventual é confirmada como titular do RedeTV! News, onde assume como apresentadora titular em 2 de março de 2020. Em março de 2020, é anunciada junto como Mauro Tagliaferri como apresentadores do jornal Nova Manhã, da rádio NovaBrasil FM. Em 16 de junho, a jornalista pediu demissão da RedeTV!, que confirmou sua saída. Ela também deixou a NovaBrasil FM. Em 24 de junho de 2020, é anunciada como nova contratada da Rede Bandeirantes. Em 21 de setembro, estreia Melhor Agora, talk-show comandado pela apresentadora, que a principio seria matinal. Em 22 de setembro de 2020, é anunciada como nova apresentadora do Jornal Gente pela Rádio Bandeirantes.
Mariana ficou na Band até janeiro de 2021. Em fevereiro de 2021, assinou com a RecordTV para apresentar o Fala Brasil.

## Trabalhos

### Televisão
| Ano           | Título                   | Cargo         | Emissora           |
| ------------- | ------------------------ | ------------- | ------------------ |
| 1988–89       | Mesa Redonda             | Repórter      | TV Gazeta          |
| 1989–90       | Manchete Esportiva       | Repórter      | Rede Manchete      |
| 1991–92       | TJ Brasil                | Repórter      | SBT                |
| 1991–92       | Jornal do SBT            | Repórter      | SBT                |
| 1992–96       | São Paulo Já             | Repórter      | TV Globo São Paulo |
| 1992–98       | Jornal Hoje              | Repórter      | TV Globo           |
| 1998–00       | SPTV                     | Apresentadora | TV Globo São Paulo |
| 2001–10       | Bom Dia São Paulo        | Apresentadora | TV Globo São Paulo |
| 2010–11       | SPTV                     | Apresentadora | TV Globo São Paulo |
| 2011–14       | Jornal das Dez           | Apresentadora | GloboNews          |
| 2015–20       | Mariana Godoy Entrevista | Apresentadora | RedeTV!            |
| 2020          | RedeTV! News             | Apresentadora | RedeTV!            |
| 2020          | Melhor Agora             | Apresentadora | Band               |
| 2021–25       | Fala Brasil              | Apresentadora | Rede Record        |
| 2024          | Acumuladores             | Apresentadora | Rede Record        |
| 2025–presente | Jornal da Record         | Apresentadora | Rede Record        |

### Rádio
| Ano       | Título        | Cargo         | Emissora           |
| --------- | ------------- | ------------- | ------------------ |
| 2017–2019 | Café das 6 SP | Apresentadora | Rádio Globo        |
| 2020      | Nova Manhã    | Apresentadora | NovaBrasil FM      |
| 2020–2021 | Jornal Gente  | Apresentadora | Rádio Bandeirantes |